# 飛節

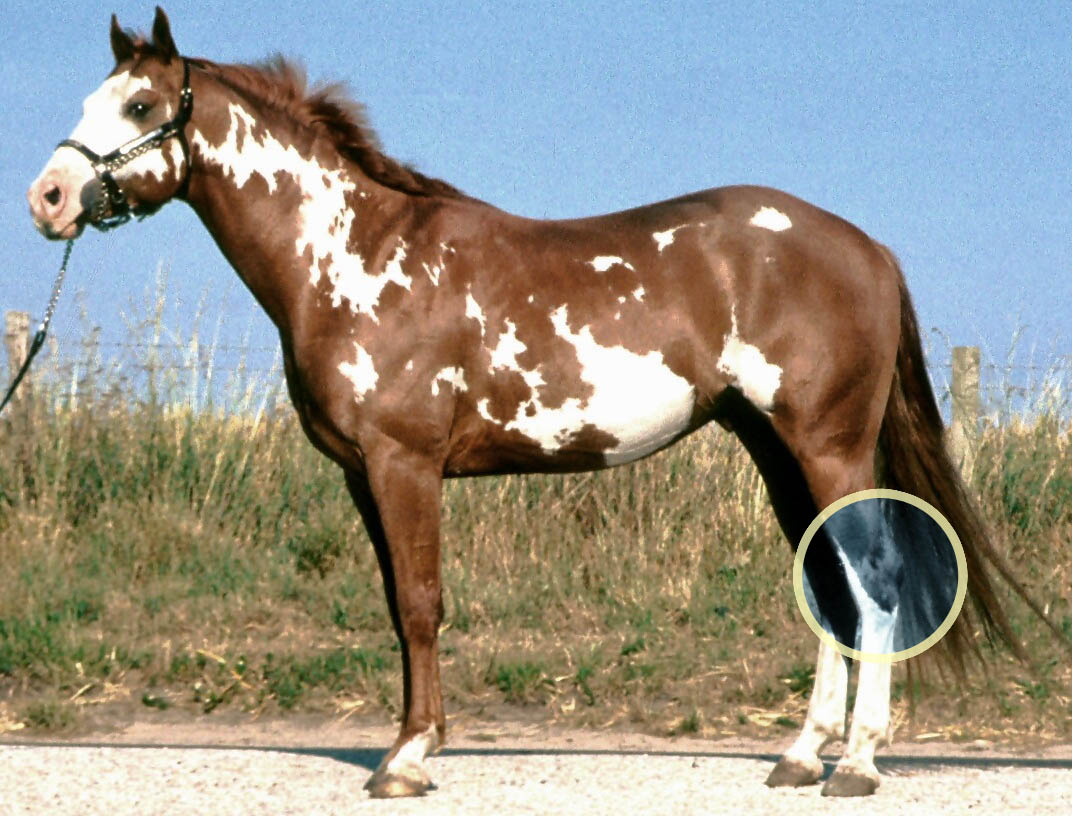
丸印で囲まれた部位がウマの飛節。

飛節（ひせつ、英語: hock）とは、イヌやウマ、ウシなどの四肢動物の後肢にある関節のひとつ。おもに下腿骨と中足骨をつなぐ足根骨の部分を指し、後方にひと際関節が突き出したように見える、ヒトにおいて足首やかかとに相当する部位である。飛関節、または単純に足首（英語: ankle）と呼ばれることもある。

## 概要

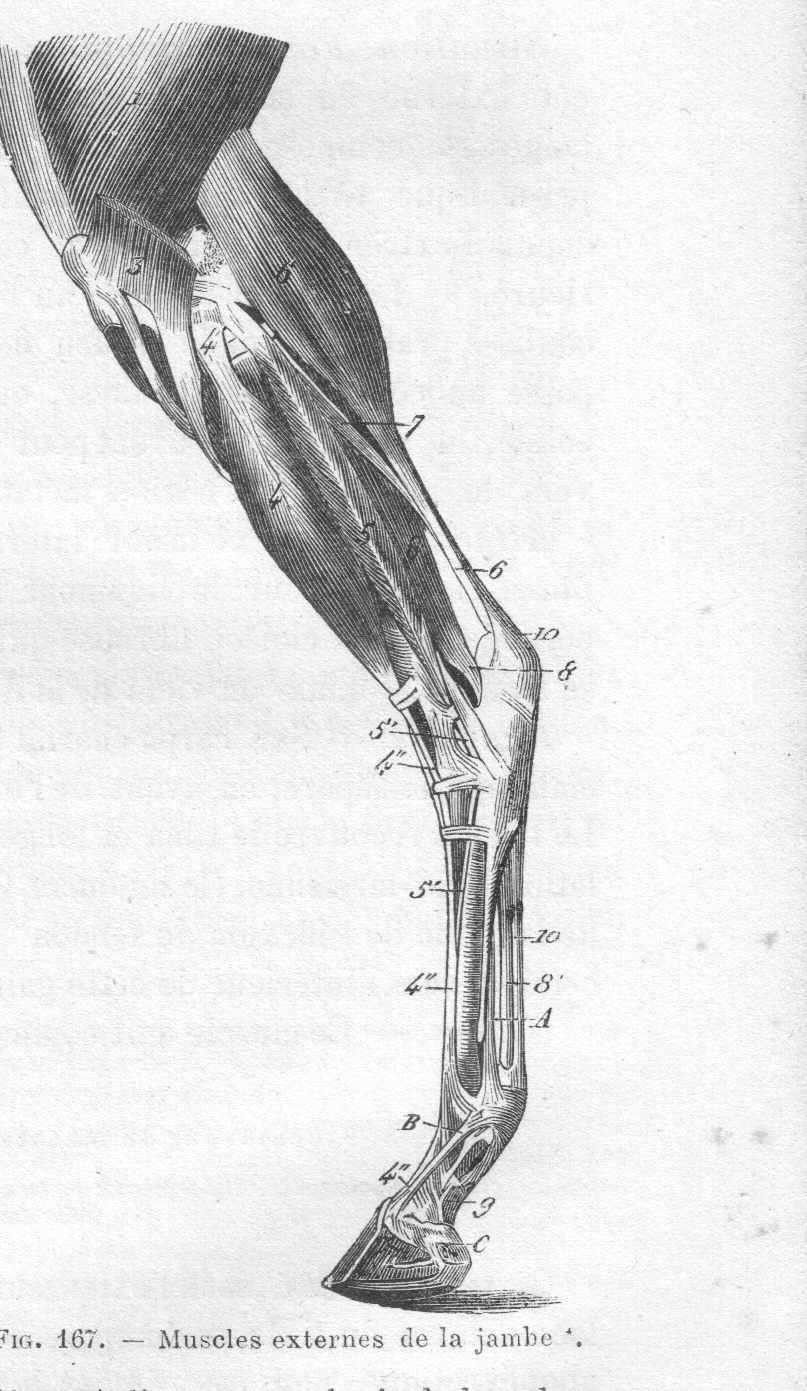
ウマの後肢の筋肉の構造

四肢動物、特に四足歩行する動物の後肢の足根関節が総じて飛節と呼ばれる。この関節には4つの可動関節面があるが、多くの動物では下腿骨と足根骨の間でそれがみられる。下腿骨の脛骨遠位端（下端）にある「脛骨ラセン」という凹部に、足根骨の距骨が組み合わさって滑車のように動いており、またこの脛骨ラセンが斜めに走っていることから、足根部が前方に進むと同時に外側への移動も生まれる。
この関節は多数の靭帯によって保定されている。なかでも重要なものが、中間に付着点を持ちながら脛骨から中足骨近位端に伸びる内側側副靭帯・外側側副靭帯で、これは全長にわたる長い浅部と、この関節の近位部付近にのみみられる深部から成っている。踵骨の足底面から第4足根骨上を走り、中足骨に至る長い靭帯もその後部にみられる。このほかにも他の小靭帯群によって、足根骨は固く固定されている。
足根関節内には、いくつかの関節腔が存在する。脛骨と距骨の間のものが最も大きく、その各部に多くの膨出部あり、これらの膨出部は関節包の薄い部位であることが知られている。また、それ以外の関節包は強い靭帯で互いに交通している。

### 飛節に関する筋肉
飛節に関わる筋肉は、飛節の伸筋・屈筋、および趾節関節の伸筋・屈筋から成る。これらは脛骨前外側のものと後面のものに大別される。
前外側の筋群
飛節を屈するだけの作用をもつ筋、および本作用とともに趾節を伸ばす働きをする筋群から成り、これらは総腓骨神経の支配を受ける。これらは前脛骨筋・第三腓骨筋・長腓骨筋・短腓骨筋によって構成されるが、家畜でこれをすべて備えた種はおらず、たとえばイヌやネコは第三腓骨筋を欠き、有蹄類は短腓骨筋を持たない。ウマは短腓骨筋と長腓骨筋を欠くうえ、第三腓骨筋も細い腱に退化している。
後面の筋群
一対の筋腹をもつ腓腹筋・ヒラメ筋・浅趾屈筋・深趾屈筋から成り、これらは脛骨神経の支配を受ける。イヌではヒラメ筋がみられない。

## 飛節と肢勢

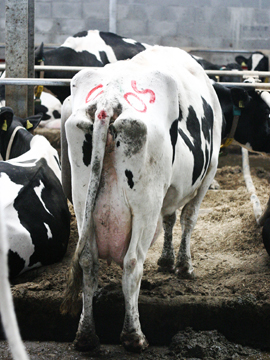
後ろから見たウシの後肢。飛節が内側に寄っている（X状肢勢）

直飛節
横から見て飛節の角度が浅く、後肢が後方にぴんと伸びているように見えるものをこう呼ぶ。イヌの場合はストレートホックとも呼ばれる。競走馬の能力を外見から推察する相馬において、直飛節は弾力性に欠ける・故障しやすい・後肢のバネが効かないと考えられている。
曲飛節
飛節から球節まで伸びる管骨は通常では垂直に伸びているが、角度が深すぎて管骨が前方に傾いているものがこう呼ばれる。多くのウマは軽い曲飛傾向にあり、病的なものでなければ問題にはならない。極端なものは蹄が前に入るぶん歩幅が狭くなり、踏み込みの浅い、コセコセした歩様になるとされる。また、前肢との距離が短くなるのでぶつかりやすく、故障の原因になるとも考えられている。
X状肢勢
後ろから見て後肢左右の飛節が接近しすぎ、飛節から下の部分が外に曲がっているように見える肢勢のこと。極端なものは牛踵関節（カウホック）と呼ばれ、肢軸が外に向き、推進力を阻害するとされる。
O状肢勢
X状とは逆に、後ろから見て後肢左右の飛節が離れすぎている肢勢のこと。

## 飛節の異常

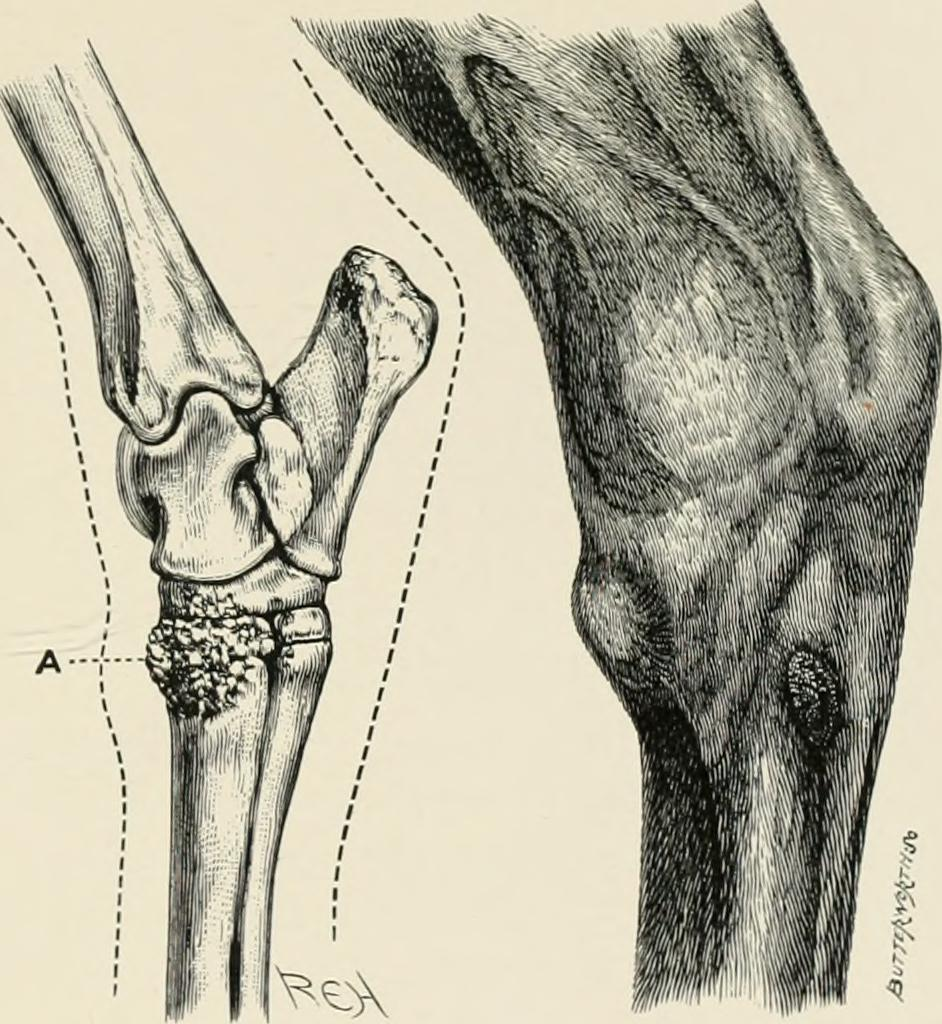
ウマの飛節と骨格。図のAの部分の骨瘤が飛節内腫。

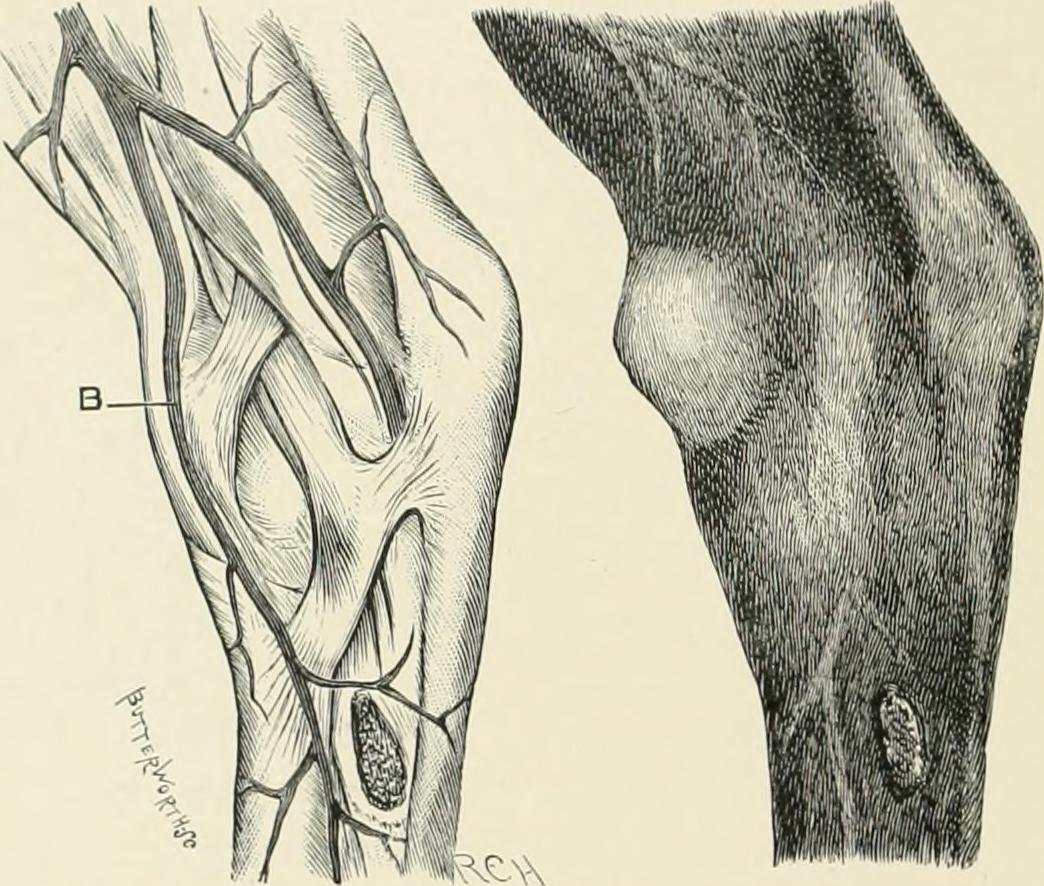
ウマの飛節と周囲の筋肉などの組織。図のBの部分の水腫が飛節軟腫。

飛節腫（英語: spavin）
以下に述べる飛節の骨瘤、腫瘍の総称。飛節炎とも。
飛節内腫（英語: bone spavin）
慢性奇形性飛関節炎。飛節の内側面に生じる骨瘤で、主に中心足根骨と第3足根骨に生じ、周囲の足根骨にも波及する場合がある。ウマに多く見られる症状で、原因としては過度な運動による飛節への過重負担、飛節の構造不良、肢勢不良などがある。また、内蹄腫の過高・過低および蹄負面の装蹄・削蹄の失宜に起因することもある。
症状は飛節内側に限局した腫脹、および飛節内腫跛行という特有の跛行を示す。症状の特定にはこの跛行の特徴を応用した飛節内腫試験が用いられる。
競馬においてスパービン（スパーピン）の呼び名で知られるのはこの飛節内腫である。まだ骨の形成が完了していない若い馬に多く、過度な調教で発症しやすい。古馬でも飛節の曲がり具合によって、また飛節を捻って走る馬で発症することがある。
血管性飛節内腫（英語: blood spavin）
足根部分の静脈が拡張して形成される、血管性の飛節内腫。背中線表面に柔らかい腫脹が生じる。
飛節外腫（英語: outside spavin）
飛節の外側面に生じる限局性の腫瘤のこと。おもに立方骨（第4足根骨）を中心とした慢性骨膜炎や骨瘤が原因で発生し、また飛節内腫や外傷性の骨膜炎から併発することもある。飛節外腫のみでは跛行を呈しないが、内腫に併発した場合は飛節内腫跛行を呈する。飛節内腫跛行を伴わないものは特に治療の必要はない。
飛節軟腫（英語: bog spavin）
飛節内腫などの各種飛節炎により、飛節の関節包に水腫を生じたもの。先天性のものや、装蹄・削蹄の失宜が原因となったりもするが、多くは強い調教などによる飛節への過重負荷に起因する。飛節の前内側部から上方外側部にかけて腫瘤ができ波動性を感じるが、熱感や疼痛、跛行などは感じられない。運動機能に障害がなければ、特に治療は行われない。
飛節後腫（英語: curb）
飛節の後部、踵骨下部に生じる腫瘍・骨瘤のこと。飛節後面に弓状の膨張ができ、熱感・疼痛を伴い、軽度の跛行を呈する。
骨瘤を生じるものは骨性飛節後腫、屈腱・屈腱腱鞘の炎症に由来する腫脹は腱性飛節後腫と呼ばれ、また先天性異常により骨瘤を生じるものは先天性飛節後腫と呼ばれる。
発生原因は内腫と同じく過度な運動や飛節の構造不良からくるものが多く、また、削蹄・装蹄の不良、転倒などの打撲に由来することもある。
飛端腫（英語: capped hock）
踵部嚢腫。おもに挫傷によって踵骨の隆起部に発生する腫瘤。ウマに発生しやすく、まれにウシやイヌにも発生する。